# Muffa (Castiglione del Lago)
Muffa è una frazione di Castiglione del Lago (lontana circa 3 km) in Umbria. Vi risiedono circa 130 persone.